# Фісташка Біберштейна

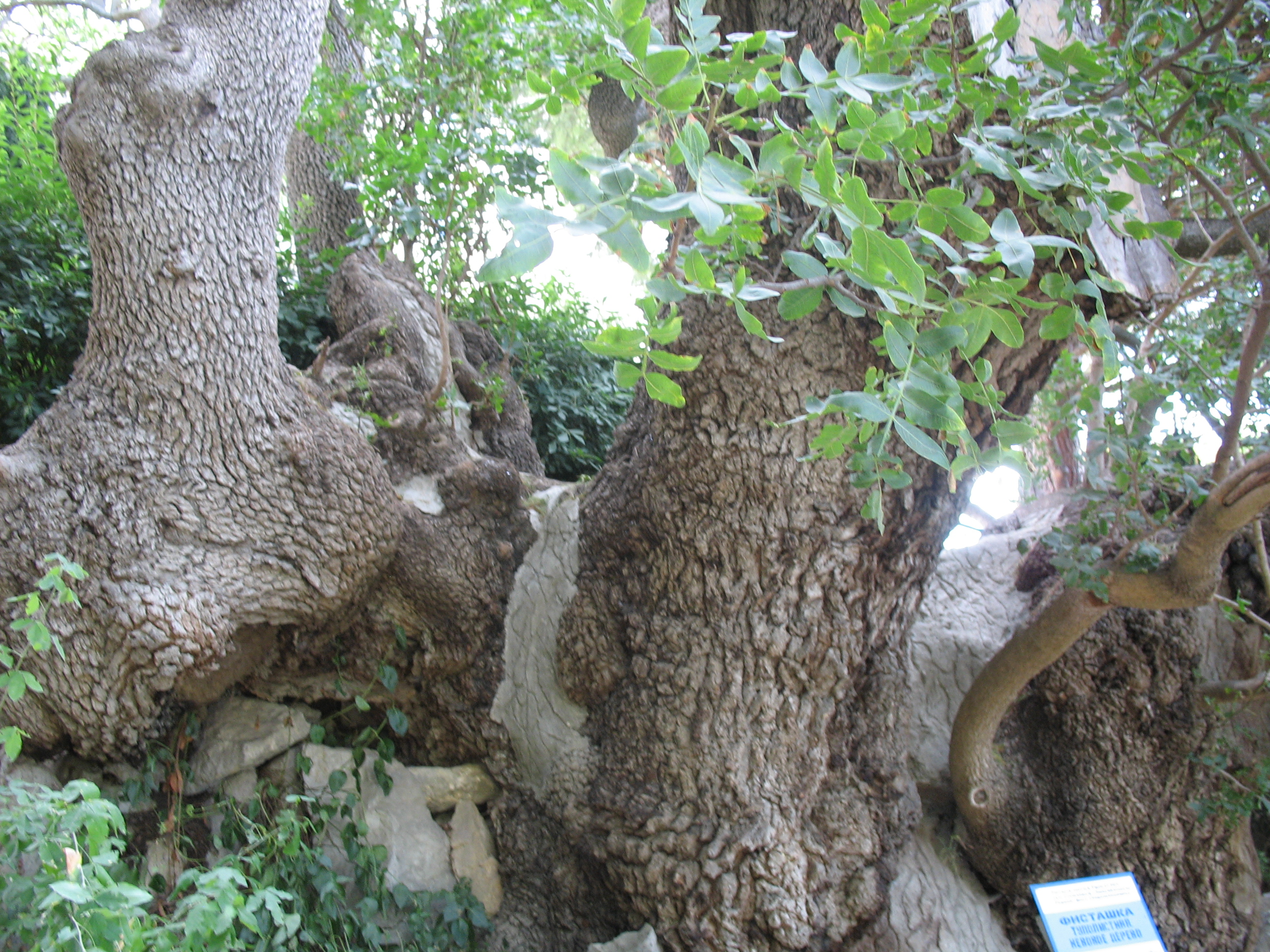
Фісташка Біберштейна, 2010.

Фіста́шка Біберште́йна — найстаріша фісташка в Криму і найтовще дерево в Україні. Обхват стовбура 10,32 м. Висота 12 м. Вік 1500—1700 років.
Росте на 20 м нижче наукового корпусу у Верхньому парку Нікітського ботсаду. Має 8 великих гілок-стовбурів. Дерево дбайливо опікується, дупла закладені, поставлений дренаж. Разом із тим, екскурсанти парку нерідко залазять на гілки дерева фотографуватися, що може призвести до їх поломки. Дерево необхідно заповісти, поставити охоронний знак і огорожу, повністю виключаючи доступ людей до дерева.

## Виноски
1. ↑  Відомий учений-ботанік, інспектор із шовківництва півдня Росії М. Біберштейн
2. 1 2   Шнайдер С. Л., Борейко В. Е., Стеценко Н. Ф. 500 выдающихся деревьев Украины. — К.: КЭКЦ, 2011. — 203 с.